# نان زمل

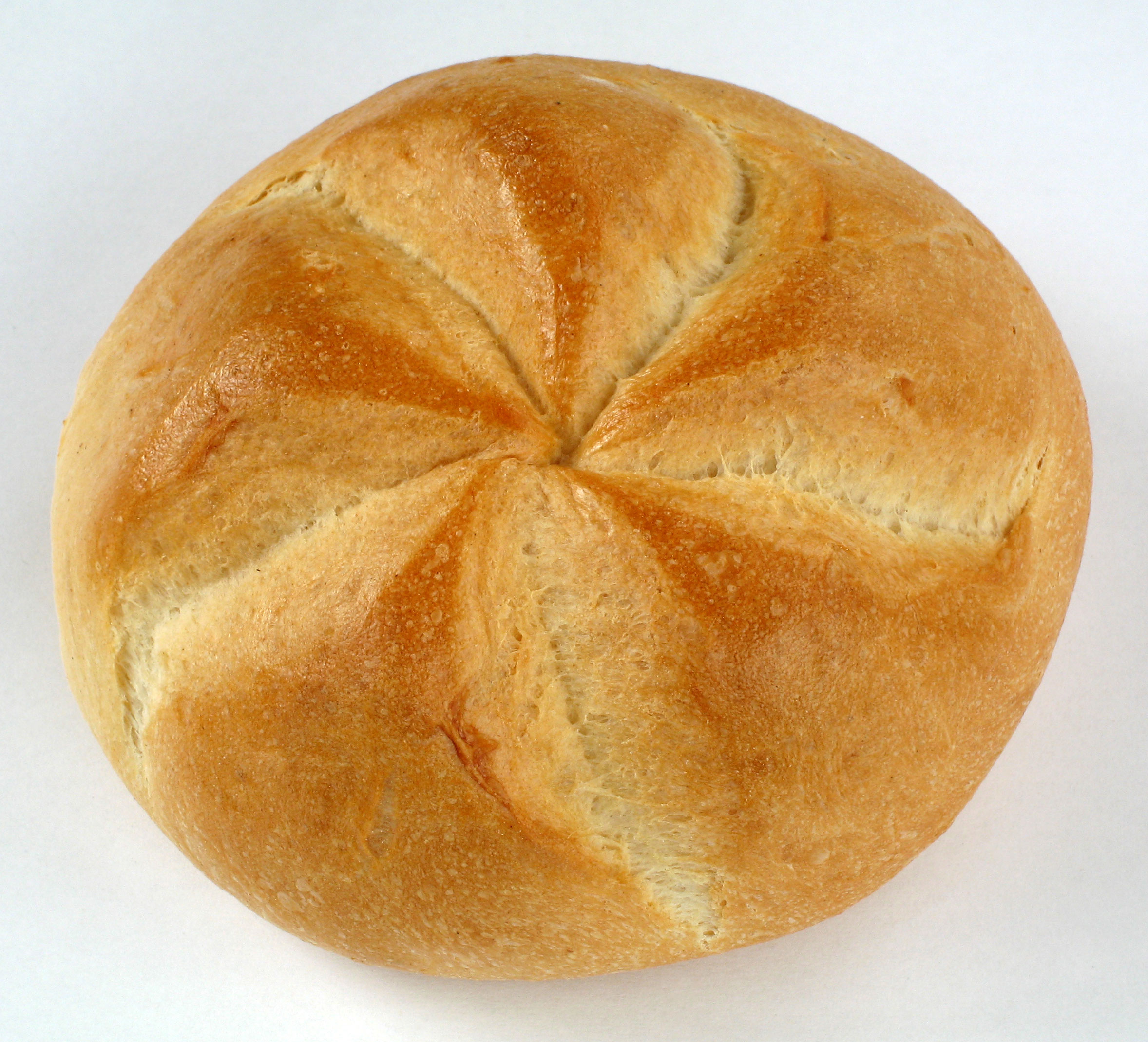
نان رول

نان زِمِل (به انگلیسی: Semmel) یا رُل قیصر (به انگلیسی: Kaiser roll) یا رُل وینی (به انگلیسی: Vienna roll) نوعی از نان‌های رلی است که در وین اتریش اختراع شد و باور براین است که نام خود را از امپراتور فرانس جوزف گرفته‌است.
این نان معمولاً یک رل گرد پوسته دار ساخته شده از آرد، مخمر، مالت و نمک است که سطح روین آن با الگویی چرخشی و هندسی از پنج بخش شکل گرفته‌است.
پخت این نان هم به روش سنتی است و هم به روش مکانیزه صورت می‌گیرد.
با اینکه نان زمل از قدیم تاکنون در کشور اتریش یافت می‌شده‌است اما امروزه در کشورهای دیگری مانند ایالات متحده، لهستان، کانادا، اسلونی، کرواسی، ایتالیا، مجارستان و آلمان نیز محبوبیت دارد.